# Nenovo, Varna
Nenovo (în bulgară Неново) este un sat în comuna Provadia, regiunea Varna,  Bulgaria. 

## Demografie
Componența etnică a satului Nenovo
     Bulgari (82,45%)
     Nicio identificare (17,54%)
     Altele (0%)
La recensământul din 2011, populația satului Nenovo era de 57 locuitori. Din punct de vedere etnic, majoritatea locuitorilor (82,45%) erau bulgari. Pentru 17,54% din locuitori nu este cunoscută apartenența etnică.